# Europaplatz (Graz)
Der Europaplatz ist ein Platz in Graz. Er liegt in den Stadtbezirken IV. Lend und V. Gries.
Der Europaplatz ist der zentrale Verkehrsknotenpunkt von Graz. Er befindet sich neben dem Grazer Hauptbahnhof und schließt die unterirdische Straßenbahnhaltestelle Graz Hauptbahnhof (Tiefgeschoß) sowie einen Fern-, Regional- und Stadtbusbahnhof ein.

## Fernverkehr

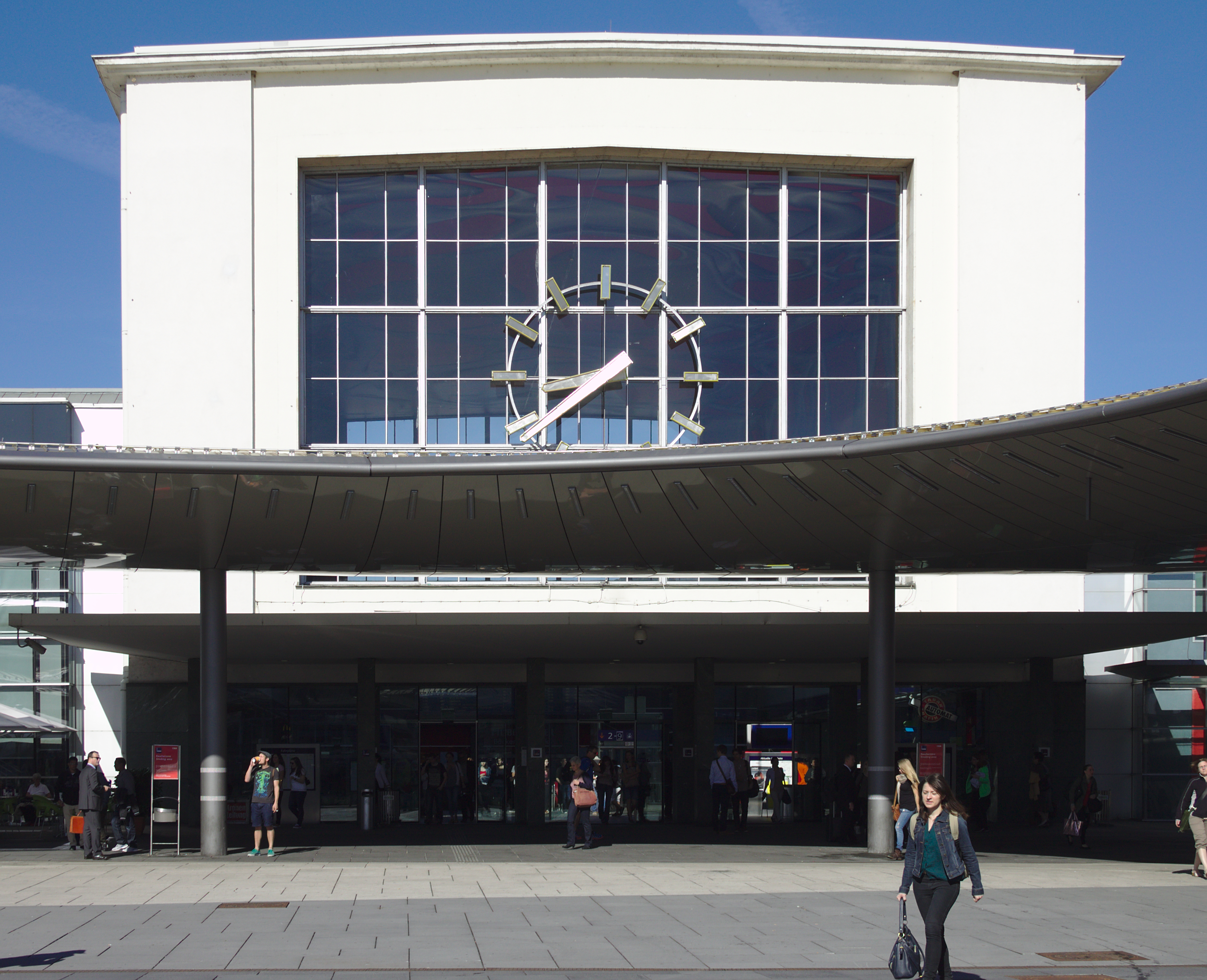
Aufnahmsgebäude des Grazer Hauptbahnhofs am Europaplatz
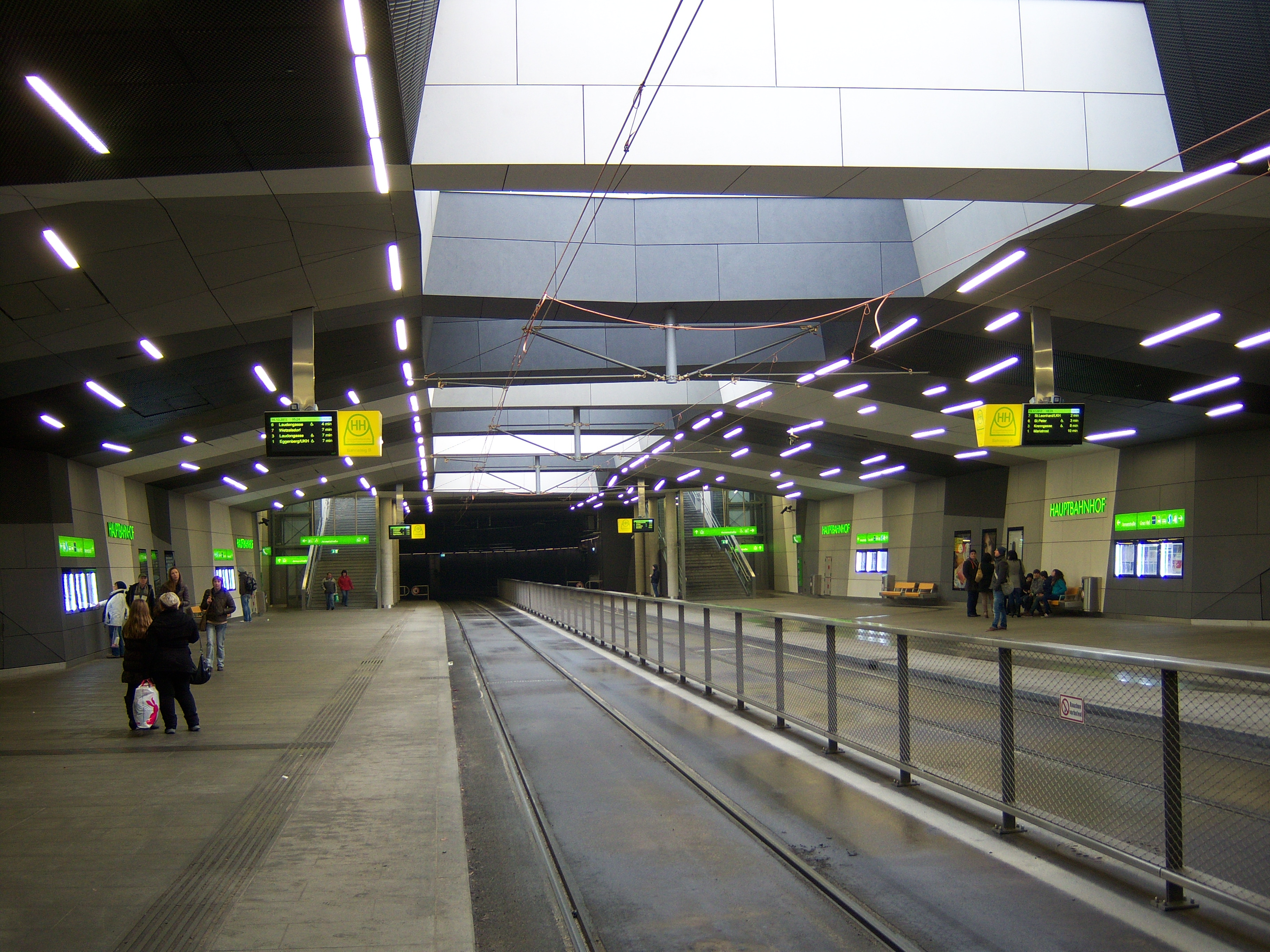
Die unterirdische Straßenbahnstation am Grazer Hauptbahnhof/Europaplatz
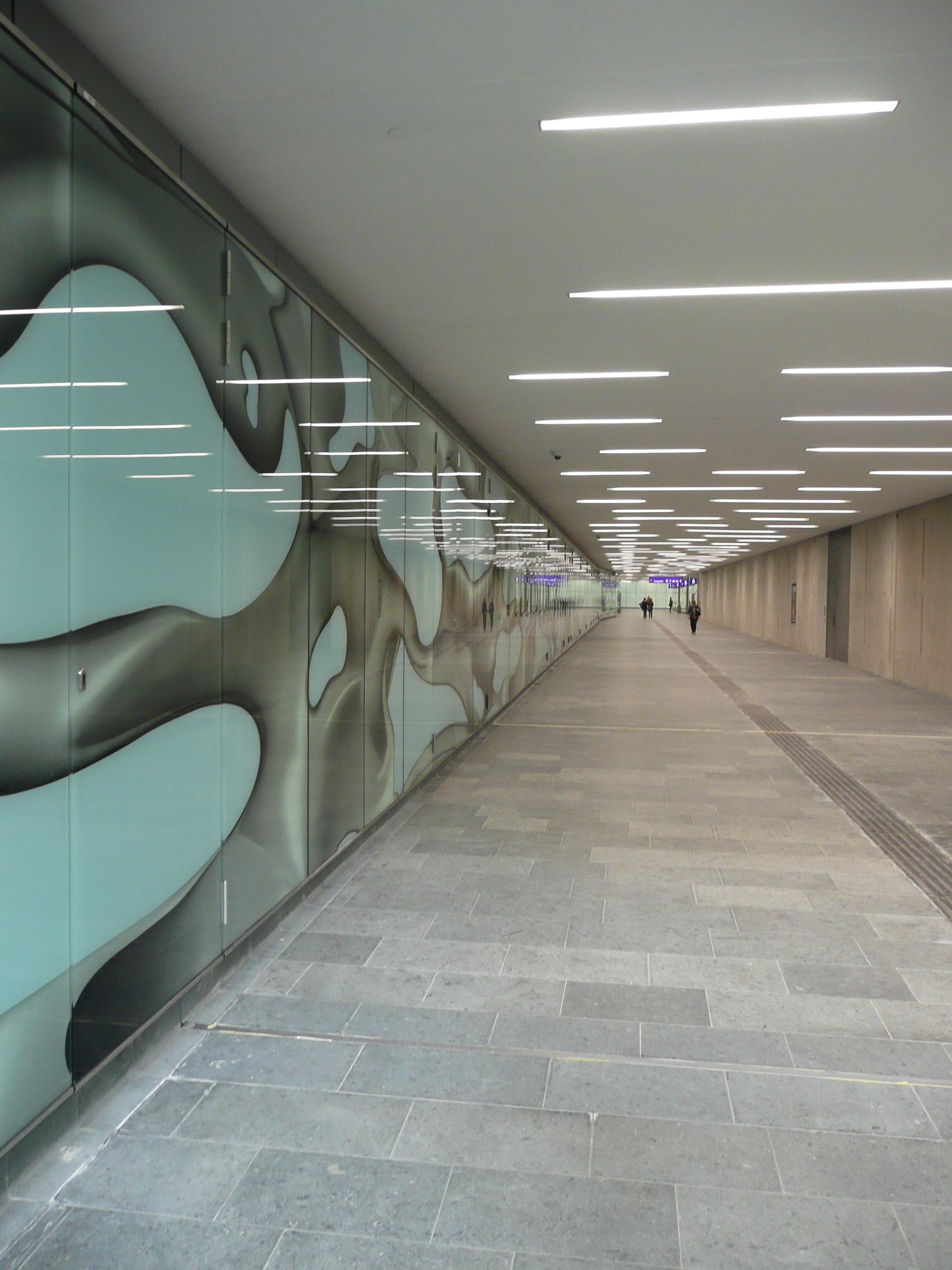
Hauptbahnhof Graz – Personentunnel Nord – Blickrichtung Ost

## Busbahnhof
Am nördlichen Ende, vor dem denkmalgeschützten Gebäude des Bahnhofpostamts, befindet sich die Station für Regional- und Fernbusse.